# Egon Jensen
Pour les articles homonymes, voir Jensen.
Egon Jensen, né le 14 mars 1922 à Slagelse (Danemark) et mort le 4 février 1985, est un homme politique danois, membre des Sociaux-démocrates, ancien ministre et ancien député au Parlement (le Folketing).